# 国际猎鹰运动—社会主义教育国际
国际猎鹰运动—社会主义教育国际（英語：International Falcon Movement – Socialist Educational International，缩写为IFM-SEI）是一个总部设在比利时布鲁塞尔的国际非营利组织，致力于儿童权利的宣传与维护。
该组织成立于1922年，创始人是德国社会民主党成员库尔特·勒文斯坦。它是社会党国际的“兄弟组织”，并与社会主义青年国际联盟和青年欧洲社会主义者密切合作。该组织是欧洲青年论坛和拉丁美洲青年论坛的正式成员，也是青年组织国际协调会议的成员。
该组织拥有遍布全球的成员组织，尤以欧洲和南美洲的成员组织最为强大。许多成员组织通过活动、团体和露营等形式，服务于各年龄段的儿童和青年。
该组织的成员包括儿童和青年自组织、家庭组织以及其他为儿童和青年利益工作的组织。该组织发起各种活动，包括反对童工和儿童色情的宣传运动、研讨会、培训、露营及其他教育活动。这些活动主要由成员组织执行，国际研讨会则通常与其他“兄弟组织”合作举办。近期的一项活动是以色列人与巴勒斯坦人共同参与的和平营。该组织的LGBT活动被称为“酷儿复活节”。